# كاسيو بيريرا
كاسيو بيريرا (بالبرتغالية: Cássio Leandro das Neves Pereira‏) (7 ديسمبر 1971 في البرازيل - ) هو لاعب كرة طائرة برازيلي. شارك في الألعاب الأولمبية الصيفية 1996.

## وصلات خارجية
- كاسيو بيريرا على موقع دوري الدرجة الأولى الإيطالي للكرة الطائرة - رجال (الإيطالية)
- كاسيو بيريرا على موقع أوليمبيديا (الإنجليزية)